# Samsung Galaxy J4
Samsung Galaxy J4 é um smartphone intermediário, com sistema operacional Android, da família Galaxy fabricado pela Samsung Electronics, lançado em 22 de maio de 2018, junto com o Galaxy J6 e o Galaxy J8. Sua tela é Super AMOLED de 5,5 polegadas, e conta com processador Exynos 7570 com quatro núcleos de até 1,6 GHz, 2 GB de memória RAM e armazenamento interno de 16 ou 32 GB.